# Die zersägte Jungfrau (Zauberbuch)
| Die zersägte Jungfrau   | Die zersägte Jungfrau                 |
| ----------------------- | ------------------------------------- |
| Erscheinungsland        | Deutschland                           |
| Herausgeber             | Verlag Scherl, Berlin                 |
| Ersch.Jahr              | 1938                                  |
| Aufmachung              | gebunden                              |
| Illustrationen          | 49 s/w Abbildungen                    |
| Sprache(n)              | Deutsch                               |
| Seitenumfang            | 238                                   |
| Thema                   | Allgemeine Zauberkunst, Bibliographie |
| ISBN                    | nicht vorhanden                       |
| Autor                   |                                       |
| Alois Christof Wilsmann |                                       |

Die zersägte Jungfrau von Aloys Christof Wilsmann ist der Titel eines der grundlegenden Bücher über die Geschichte und Kunst des Zauberns.
Obwohl das Buch diesen aussagekräftigen Titel trägt, wird das Kunststück der zersägten Jungfrau in dem Buch nicht abgehandelt. 

## Inhalt
Auf 13 Kapiteln unterteilt der Autor das Wesen der Zauberkunst innerhalb der darstellenden Künste. Das abschließende 14. Kapitel bringt zum ersten Mal im 20. Jahrhundert in deutscher Sprache eine umfangreiche Bibliographie von deutschsprachigen Zauberbüchern. Wilsmann listet insgesamt 300 Exemplare ab dem 16. Jahrhundert auf.

## Die Kapitel
- Magie ohne Magie
- Spuk der Dämonen
- Schwärmer und Schwindler
- Zauberbücher und Geistermaschinen
- Die große Verwandlung
- Großmeister der Kartenkunst
- Zauberer auf Weltreisen
- Wie sie Zauberer wurden
- Abenteuerliches und Unheimliches
- Wunder der Fakire
- Okkultismus von heute
- Dinge, die die Welt verblüfften
- Scherz, Spiel und tiefere Bedeutung
- 300 deutsche Zauberbücher

## Buchbesprechung
- Magie, Vereinsorgan des Magischen Zirkels von Deutschland, Heft 1, Januar 1939, S. 22

## Auflagen/Ausgaben
- 1. Ausgabe 1939, siehe Infobox
- 2. Auflage 1941